# Райт, Эндрю Бакворт
Сэр Э́ндрю Ба́кворт Райт (англ. Sir Andrew Barkworth Wright; 30 ноября 1895 — 24 марта 1971) — британский колониальный офицер, губернатор Гамбии, Кипра.

## Биография
Родился в местечке Ноул (графство Дорсет) в семье англиканского священника. Получил образование в Хейлибери и в Джезус-колледже Кембриджского университета. В годы Первой мировой войны добровольцем записался в Суффолкский полк, за боевые заслуги был награждён Боевым крестом. В 1922 го]у поступил на службу в гражданскую администрацию Кипра, к 1937 году дорос до должности колониального секретаря. С началом Второй мировой войны вернулся в армию в звании подполковника. В 1943 году был назначен колониальным секретарем Тринидада, а в январе 1947 года — губернатором Гамбии.

### Губернатор Гамбии

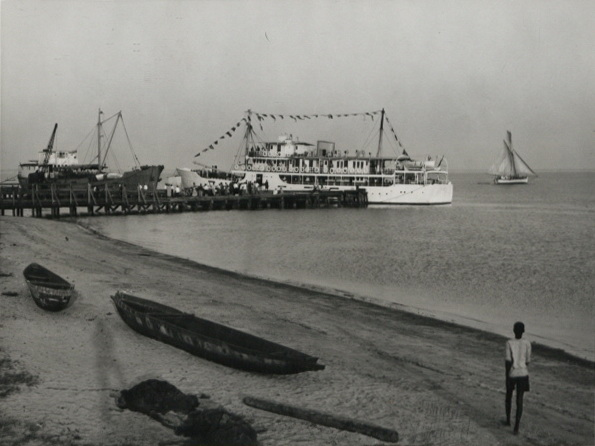
Банжул колониальных времен

В период пребывания Райта в должности губернатора колониальное правительство приняло решение инвестировать средства в экономику Гамбии, чтобы сделать её ценным источником сырья. Однако недостатки в планировании и особенности климата страны привели к краху большинства инициатив: так, не удалось наладить массовое разведение птиц и выращивание риса по экспериментальной технологии на ферме Валли Кунда. Райт был инициатором проведения первых прямых выборов в Законодательный совет Гамбии в ноябре 1947 года и реформирования Исполнительного совета. Это серьёзно повысило его популярность, и отзыв Райта из Гамбии привёл к акциям протеста в Батерсте (Банжуле).

### Губернатор Кипра
В декабре 1949 года Райт был назначен губернатором Кипра. С этого поста он ушёл в отставку в 1954 году.